# تابع یک‌به‌یک
یک تابع یک‌به‌یک (به انگلیسی: one-to-one function یا injective function) در ریاضیات، یک تابع f است که عناصر متمایز را به عناصر متمایز نگاشت می‌دهد؛ یعنی اگر f(x1) = f(x2) برقرار باشد، در آن‌صورت باید حتماً x1 = x2 باشد. به زبان دیگر، هر عنصر هم‌دامنه تابع تصویر «حداکثر یک» عنصر عنصر از دامنه‌اش است. اصطلاح تابع یک-به-یک را نباید با تناظر یک-به-یک اشتباه کرد که به توابع دوسویه اشاره می‌کند، و توابعی هستند که هر عنصر در هم‌دامنه، تصویر دقیقاً یک عنصر از دامنه است.
- یک تابع یک-به-یک و غیرپوشا
- یک تابع یک-به-یک و پوشا (دوسویه)
- یک تابع غیر یک-به-یک و پوشا (پوشای غیر دوسویه)
- یک تابع غیر یک-به-یک و غیرپوشا (دوسویه هم نیست)

فرض کنید f:X→Y یک تابع باشد. در این‌صورت برای تناظری که بین اعضای X و Y به‌وسیله تابع f برقرار می‌شود حالات مختلفی را می‌توان تصور کرد.

شکل(۷)

اولین حالت اینکه ممکن است به ازای هر y متعلق به برد تابع f، تنها یک x در دامنه موجود باشد که (y=f(x. این شرط را می‌توان چنین فرمول بندی کرد که اگر به ازای x1,x2∈X داشته باشیم (f(x1)=f(x2 آنگاه x1=x2 یا:
{\displaystyle \forall x_{1},x_{2}\in X:(f(x_{1})=f(x_{2})\Rightarrow x_{1}=x_{2})}
چنین تابعی را با این ویژگی یک تابع یک به یک (تک گزین) یا انژکتیو می‌گوییم. یک به یک بودن تابع f را گاهی برای اختصار با نماد ۱–۱ نشان می‌دهند.
در چنین حالتی ضمن اینکه به دلیل تابع بودن f هیچ دو زوج مرتبی از f دارای مؤلفه اول یکسان نمی‌باشند، به دلیل یک به یک بودن هیچ دو زوج مرتبی از f دارای مؤلفه دوم یکسان نیز نمی‌باشند.
یک به یک بودن یک تابع از روی نمودار تابع نیز قابل بررسی است. در نمودار پیکانی تابع یک به یک f، وضوحاً به هر عضو از همدامنه f انتهای حداکثر یک پیکان وارد شده‌است. به این ترتیب نمودار پیکانی شکل(۲) نمایش گر یک تابع غیر یک به یک است. همچنین نمودار یک تابع حقیقی یک به یک به گونه‌ای است که هر خط موازی محور xها، نمودار آن را حداکثر در یک نقطه قطع می‌کند. به این ترتیب نمودار شکل(۴) مربوط به تابعی غیر یک به یک است.
f: R ---> R
f(x) = |x| + x
x1 = -2 ---> f(x1) = |-۲| + (-۲) = ۰
x2 = -3 ---> f(x2) = |-۳| + (-۳) = ۰
x2 ≠ x1 ---> f(x1) = f(x2)
F یک به یک نیست
(۱)